# Nancy McDowell
Nancy McDowell (* 1947) je americká antropoložka a etnoložka na Beloit College. Zabývá se etnickými skupinami Bun a Biwat malé jaz. rodiny Yuat (Papua Nová Guinea), ale také problematikou UFO a apokalyptickými sektami.
Vystudovala antropologii s vyznamenáním bakalářském studiu Univerzitě v Illinois. Magisterský titul a Ph.D. získala na Cornellově univerzitě. V letech 1974–1994 vyučovala na Franklin and Marshall College, kde vedla katedru Antropologie a Program Ženských studií.  V roce 1994 vyučovala na Beloit College na státu Wisconsin, a konečně v r. 2012 titul emeritní profesorka Beloit College.

## Vybrané publikace
- McDowell, Nancy. Kinship and the concept of shame in a New Guinea village. disertační práce, Cornell University (knihovna etnologie FF UK)

- McDowell, Nancy. "Kinship and Exchange: The "Kamain" Relationship in a Yuat River Village." Oceania 47:1 (Sept. 1976), S. 36-48. <https://www.jstor.org/stable/40330265>

- McDowell, Nancy. "The Meaning of "Rope" in a Yuat River Village." Ethnology 16:2 (Apr. 1977), S. 175-183.  <https://doi.org/10.2307/3773385>

- McDowell, Nancy. "Flexibility of Sister Exchange in Bun." Oceania 48:3 (Mar. 1978), S. 207-231.  <https://www.jstor.org/stable/40330355>

- McDowell, Nancy. "The Oceanic Ethnography of Margaret Mead." American Anthropologist - New Series 82:2, In Memoriam Margaret Mead (1901-1978) (June 1980), S. 278-302. <https://www.jstor.org/stable/675872>

- McDowell, Nancy. "A Short Note on the Mythology of Yali." The Journal of the Polynesian Society 91:3 (Sept. 1982), S. 449-452. <https://www.jstor.org/stable/20705668>

- McDowell, Nancy. "Competitive Equality in Melanesia: an Exploritory Essay." The Journal of the Polynesian Society 99:2 (June 1990), S. 179-204.  <https://www.jstor.org/stable/20706333>

- McDowell, Nancy. 1991. The Mundugumor : from the field notes of Margaret Mead and Reo Fortune. Washington, D.C. : Smithsonian Institution Press. ISBN 1-56098-062-1
  - review by Richard Scaglion: "The Mundugumor: From the Field Notes of Margaret Mead and Reo Fortune by Nancy McDowell" American Ethnologist 21:3 (Aug., 1994), S. 637-638. <https://www.jstor.org/stable/645934>
  - review by Michael W. Young: "The Mundugumor: From the Field Notes of Margaret Mead and Reo Fortune." Pacific Studies 16:4 (Dec 1993), S. 131-134.
  - review by Rena Lederman: "The Mundugumor: From the Field Notes of Margaret Mead and Reo Fortune." Man, New Series 28:4 (Dec., 1993), S. 842-843. <http://www.jstor.org/stable/2804037

- McDowell, Nancy. "A Brief Comment on Difference and Rationality." Oceania (A Critical Retrospective on 'Cargo Cult': Western/Melanesian Intersections) 70:4 (June 2000), S. 373-380. <https://www.jstor.org/stable/40331762>

- McDowell, Nancy. 2019. "Household Violence in a Yuat River Village." Sanctions and Sanctuary: Cultural Perspectives on the Beating of Wives, Dorothy A Counts, Judith K Brown, Jacquelyn C Campbell (eds.).  Routledge, 2019, S. 77–88. ISBN 9780367302016

- McDowell, Nancy. 2023. "Complementarity: The Relationship between Female and Male in the East Sepik Village of Bun, Papua New Guinea." Rethinking Women's Roles: Perspectives from the Pacific, Denise O'Brien and Sharon W. Tiffany (eds.). Berkeley: University of California Press, 2023. S. 32–52. ISBN 9780520320994